# Цвелих Олександр Миколайович
Олександр Mиколайович Цвелих (1954—2022) — український зоолог, орнітолог, кандидат біологічних наук (1985), старший науковий співробітник Інституту зоології НАН України. Автор понад 100 наукових праць, зокрема статей у провідних міжнародних виданнях, «Шкільного визначника хребетних тварин» (1983) і монографії «Грифовые птицы фауны Украины» (2018), брав участь у створенні Червоної книги України (2009).

## Життєпис
Народився 11 січня 1954 року в Києві. У 1976 році закінчив кафедру зоології хребетних біологічного факультету Київського університету. Після закінчення навчання залишився працювати інженером на кафедрі зоології хребетних, пропрацювавши на цій посаді до 1988 року. У 1985 році захистив кандидатську дисертацію на тему «Исследование закономерностей скорости машущего полета птиц» за спеціальністю «зоологія» у вченій раді Інституту зоології імені І. І. Шмальгаузена АН УРСР (науковий керівник — професор Смогоржевський Леонід Олександрович). У 1988 році перейшов на роботу в Інститут зоології імені І. І. Шмальгаузена, де пропрацював усе подальше життя, спочатку на посаді молодшого наукового співробітника, з 1989 — наукового співробітника і з 1996 року — старшого наукового співробітника. У 2013 році отримав звання старшого наукового співробітника.

## Дослідження
Одним з перших напрямків досліджень Олександра Цвелиха було вивчення механізмів польоту птахів і адаптації форми крила залежно від умов польоту. На цю тему дослідник захистив дисертацію та опублікував низку фундаментальних статей, однак здебільшого завершив дослідження на цю тематику з середини 1990-х років.
Протягом усієї кар'єри науковця одним з основним напрямків його досліджень був фауністично-екологічний, з вивчення поширення та популяційної екології багатьох видів птахів та деяких інших хребетних тварин. При цьому основними територіями таких досліджень були Кримський півострів, Канівський природний заповідник і місто Київ.
З 2010-х років важливим напрямком досліджень Олександра Цвелиха був також палео-археологічний, щодо вивчення викопних решток птахів. Зокрема на цю тему опубліковано найцитованішу працю дослідника з аналізом декорованої кістки крука зі стоянки неандертальців Заскельна VI у Криму.

## Деякі найважливіші публікації

### Монографії та довідники
- Цвелих О. М. Шкільний визначник хребетних тварин. Київ: Радянська школа, 1983. 256 с.
- Червона книга України. Тваринний світ / за ред. І. А. Акімова. Київ: Глобалконсалтинг, 2009. 600 с. [у складі колективу авторів]
- Цвелых А. Н., Аппак Б. А., Бескаравайный М. М., Костин С. Ю., Осипова М. А. Грифовые птицы фауны Украины. Киев: Фитосоциоцентр, 2018. 188 с.

### Наукові статті
- Згерская Л. П., Серебряков В. В., Цвелых А. Н. Применение простейших оптических и угломерных приборов для определения высоты полета птиц. Вестник зоологии. 1979. 6: 69—70.
- Трофимов А. Г., Цвелых А. Н. О находках меланистических особей прыткой ящерицы (Lacerta agilis) и веретеницы (Anguis fragilis). Экология и систематика амфибий и рептилий. Труды Зоологического института АН СССР. 1979. 89: 120—121.
- Цвелых А. Н. Скорость полета и размеры птиц. Вестник зоологии. 1982. 6: 67—71.
- Цвелых А. Н. Различия в скорости полета у ласточек. Зоологический журнал 1982. 61 (5): 742—746.
- Цвелых А. Н. Форма вершины крыла птиц и ее оценка. Вестник зоологии. 1983. 6: 54—58.
- Лопарев С. А., Цвелых А. Н. Хищные птицы района Каневского заповедника. Экология хищных птиц. 1983. 164—166.
- Цвелых А. Н. Зависимость скорости полета и частоты взмазов крыльями речной крачки (Sterna hirundo) от скорости попутного и встречного ветра. Доповіді АН УРСР. Сер. Б. 1984. 7: 77—79.
- Цвелых А. Н., Загороднюк И. В., Михалевич О. А. Скорость полета и частота взмахов крыльями у серой цапли (Ardea cinerea). Зоологический журнал. 1984. 63 (4): 590—597.
- Цвелых А. Н. Влияние ветра на полет серой цапли (Ardea cinerea). Зоологический журнал. 1986. 63 (12): 1869—1874.
- Цвелых А. Н., Дядичева Е. А. Правило Сибома и поло-возрастные различия в форме вершины крыла у зяблика. Вестник зоологии. 1986. 2: 50—54.
- Цвелых А. Н. Связь скорости полета и частоты взмахов крыльями у пестроносой крачки (Thalasseus sandvicensis Lath.). Доповіді АН УРСР. Сер. Б. 1986. 8: 82—83.
- Цвелых А. Н. Скорость полета, частота взмахов крыльями и энергетика полета чайки морской голубок. Вестник зоологии. 1988. 3: 41—45.
- Цвелых А. Н. Изменение формы вершины крыла в онтогенезе у сороки (проверка двух гипотез). Журнал общей биологии. 1989. 4: 541—544.
- Цвелых А. Н. Влияние встречного и попутного ветра на полет птиц. Зоологический журнал. 1990. 69 (5): 82—92.
- Цвелых А. Н., Горошко О. А. Возрастной диморфизм в форме вершины крыла у деревенских ласточек (Hirundo rustica). Зоологический журнал. 1991. 70 (7): 87—90.
- Горошко О. А., Фесенко Г. В., Цвелых А. Н. Возрастные и половые различия формы вершины крыла большой синицы. Вестник зоологии. 1992. 2: 57—60.
- Цвелых А. Н. Изучение полета птиц на Украине. Сообщение 1. Исследование свободного полета. Вестник зоологии. 1993. 6: 56—62.
- Абакумов В. Г., Цвелых А. Н. Пустынная славка (Sylvia nana Hempr. et Ehr.) — новый вид фауны Украины и Крыма. Вестник зоологии. 1994. 1: 58.
- Цвелых А. Н., Миронов А. Н. О максимальной величине кладки кеклика — Alectoris kakelik (Falk). Вестник зоологии. 1994. 2: 19.
- Цвелых A. H. Изучение полета птиц на Украине. Сообщение 2. Исследования эколого-морфологнческих закономерностей. Вестник зоологии. 1994. 3: 66—72.
- Цвелых А. Н. Морфологический анализ крымских черноголовок (Sylvia atricapilla). Зоологический журнал. 1996. 75 (6): 926—932.
- Цвелых А. Н., Панюшкин В. Е. Зимовки черного коршуна (Milvus migrans) в Украине. Вестник зоологии. 2002. 36 (5): 81–83.
- Цвелых, А. Н. Сравнительный анализ и распространение подвидов зябликов Fringilla coelebs (Aves, Fringillidae) Крыма, Кавказа и закаспийского региона. Зоологический журнал. 2003. 82 (10): 1250—1257.
- Кукушкин О. В., Цвелых А. Н. Распространение и эколого-морфологические особенности леопардового полоза, Elaphe situla (Serpentes, Colubridae), в Крыму. Зоологический журнал. 2004. 83 (4): 439—448.
- Цвелых А. Н. Элементы орнитофауны Горного Крыма в островных искусственных лесных массивах Керченского полуострова. Вестник зоологии. 2006. 40 (3): 241—248.
- Цвелых А. Н. О западной границе ареала кавказской жабы Bufo verrucosissimus. Вестник зоологии. 2007. 41 (4): 368.
- Цвелых А. Н., Аппак Б. А. Сезонная смена популяций и динамика численности зяблика (Fringilla coelebs) в горном Крыму. Зоологический журнал. 2008. 87 (9): 1100—1105.
- Цвелых А. Н. Распространение курганчиковой мыши, Mus spicilegus (Mammalia), в Горном Крыму. Вестник зоологии. 2009. 43 (2): 184—188.
- Бескаравайный М. М., Цвелых А. Н. Распространение, численность и сезонные изменения популяционного состава сапсана (Falco peregrinus, Falconiformes, Falconidae) в Крыму. Зоологический журнал. 2009. 88 (9): 1109—1114.
- Цвелых А. Н. Встречное расширение ареалов южного, Luscinia megarhynchos, и обыкновенного, L. luscinia, соловьев (Aves, Turdidae) на Крымском полуострове и сопредельных территориях. Вестник зоологии. 2010. 44(6): 519—523.
- Цвелых А. Н., Аппак Б. А. Сезонная смена популяций и динамика численности зарянок (Erithacus rubecula (L.)) в Горном Крыму. Экология. 2011. 4: 297—302. (англійська версія: Tsvelykh A.N., Appak B.A. Seasonal Replacement of Populations and Abundance Dynamics of European Robins, Erithacus rubecula (L.), in the Highland Crimea. Russian Journal of Ecology. 2011. 42 (4): 328—332.)
- Tsvelykh A.N. What subspecies of Chaffinch Fringilla coelebs Linnaeus, 1758 (Passeriformes: Fringillidae) occurs in South-East Bulgaria? Acta Zoologica Bulgarica. 2011. 63(2): 209—211.
- Цвелых А. Н. Образование гибридной популяции зябликов (Fringilla coelebs, Passeriformes, Fringillidae) крымского (F. c. solomkoi) и номинативного (F. c. coelebs) подвидов на северном побережье Азовского моря. Зоологический журнал. 2011. 90 (4): 484—489.
- Tsvelykh A.N., Yablonovska-Grishchenko E.D. Song repertoire of Crimea Chaffinch Fringilla coelebs L. (Fringillidae) and comparative analysis of features of vocalization of F. c. solomkoi, F. c. coelebs and F. c. caucasica subspecies. Vestnik Zoologii. 2012. 46 (6): 551—559.
- Аппак Б. А., Цвелых А. Н. Сезонная динамика численности обыкновенных горихвосток (Phoenicurus phoenicurus (L.)) в Горном Крыму: вклад местной и пролетных популяций. Экология. 2013. 4: 313—317. (англійська версія: Appak B.A., Tsvelykh A.N. Seasonal Population Dynamics of the Common Redstart, Phoenicurus phoenicurus (L.), in Mountain Crimea: Contributions of Local and Migrating Populations. Russian Journal of Ecology. 2013. 44 (4): 345—349.)
- Tsvelykh A.N., Yablonovska-Grishchenko E.D. Rain-Call Dialects of the Chaffinch, Fringilla coelebs (Fringillidae), in Ukraine. Vestnik Zoologii. 2013. 47 (4): 327—332.
- Tsvelykh A.N., Yablonovska-Grishchenko E.D. Song repertoire and comparative analysis of song structure of Chaffinch, Fringilla coelebs L. (Fringillidae), from the northeast of Balkan region. Vestnik Zoologii. 2014. 48 (4): 339—344.
- Grishchenko E.D., Tsvelykh A.N., Yablonovska-Grishchenko E.D. Origins of Crimean Population of Chiffchaff, Phylloscopus collybita (Sylviidae). Vestnik Zoologii. 2016. 50 (1): 89—92.
- Цвелых А. Н. Северная олуша (Morus bassanus, Pelecaniformes, Sulidae) на Черном море в позднем голоцене. Зоологический журнал. 2016. 95 (4): 435—439. (англійська версія: Tsvelykh A.N. The Northern Gannet (Morus bassanus, Pelecaniformes, Sulidae) in the Black Sea in the Late Holocene. Biology Bulletin. 2016. 43 (9): 1052—1055.)
- Цвелых А. Н. Ревизия позднеплейстоценовой и голоценовой фауны Galliformes Горного Крыма. Зоологический журнал. 2016. 95 (11): 1354—1361. (англійська версія: Tsvelykh A.N. Revision of Late Pleistocene and Holocene Galliformes Fauna from the Crimean Mountains. Biology Bulletin. 2017. 44 (7): 761—768.)
- Цвелых А. Н. Орнитофауна изолированных искусственных древесных насаждений в степной зоне Крымского полуострова и её исторические изменения. Бранта. 2017. 20: 22—38.
- Tsvelykh A.N. The Expansion of the Blackbird, Turdus merula (Passeriformes, Muscicapidae), in the Steppe Zone of Ukraine. Vestnik Zoologii. 2017. 51 (5): 413—420.
- Majkic A., Evans S., Stepanchuk V., Tsvelykh A., d'Errico F. A decorated raven bone from the Zaskalnaya VI (Kolosovskaya) Neanderthal site, Crimea. PLOS ONE. 2017. 12 (3): 1—33.
- Цвелых А. Н., Тайкова С. Ю. Журавли (Gruiformes, Gruidae) в северном Причерноморье в позднем голоцене. Зоологический журнал. 2020. 99 (6): 665—669.
- Kovalchuk O., Rekovets L., Tsvelykh A., Yanenko V., Manko V., Tajkova S. Living in a time of change: Late Pleistocene/Holocene transitional vertebrate fauna of Grot Skeliastyi (Crimea, Ukraine). Historical Biology. 2021. 33 (10): 2074—2084.
- Tsvelykh A.N. History and modern status of the black-eared wheatear, Oenanthe hispanica (L) (Passeriformes, Muscicapidae), in Ukraine. Zoodiversity. 2021. 55 (1): 87—94.
- Цвелых А. Н. Верхнеплейстоценовая авифауна из пещеры Аджи-Коба в горном Крыму. Зоологический журнал. 2022. 101 (6): 641—654.
- Stefaniak K., … Tsvelykh A., … Barkaszi Z. Middle Pleistocene fauna and palaeoenvironment in the south of Eastern Europe: A case study of the Medzhybizh 1 locality (MIS 11, Ukraine). Quaternary International. 2022. 633: 103—117.
- Tsvelykh A.N. Distribution of Sibling Species Yellow-legged Gull, Larus michahellis and Caspian Gull, Larus cachinnans (Charadriiformes, Laridae), on the Black Sea Coast. Zoodiversity. 2022. 56 (2): 165—170.

### Науково-популярні статті
- Цвелых А. Н. Ускользающая птица: история кеклика в Крыму. Природа, 2012, 3: 75–86.
- Цвелых А. Н. Птицы древнего Херсонеса на мозаиках и фресках византийского времени. Природа, 2015, 8: 21–32.
- Цвелых А. Н. Загадочные летописные животные Киевской Руси. Природа, 2021, 2: 25–40.